# Assi Idrottsförening (calcio femminile)
L'Assi Idrottsförening Fotboll Dam, abbreviato in Assi IF, è una squadra di calcio femminile svedese con sede a Risögrund, nel territorio comunale di Kalix, nella contea di Norrbotten. Sezione di calcio femminile dell'omonima società polisportiva, gioca le partite intere presso il BillerudKorsnäs Arena del capoluogo Kalix.
Nella stagione 2018 la squadra milita in Elitettan, secondo livello del campionato svedese femminile di calcio, per la prima volta nella sua storia sportiva.

## Organico

### Rosa 2018
Rosa, ruoli e numeri di maglia come da sito ufficiale e da sito della Federazione svedese.
| N. |                        | Ruolo | Calciatrice                |
| -- | ---------------------- | ----- | -------------------------- |
| 1  | Stati Uniti (bandiera) | P     | Danielle Rice              |
| 2  | Svezia (bandiera)      | D     | Frida Jacobsson            |
| 3  | Svezia (bandiera)      | D     | Jennifer Askebrand         |
| 4  | Svezia (bandiera)      | D     | Emilia Lundqvist           |
| 5  | Serbia (bandiera)      | C     | Indira Ilić                |
| 6  | Svezia (bandiera)      | A     | Emelie Helmvall            |
| 7  | Svezia (bandiera)      | D     | Johanna Andersson          |
| 8  | Svezia (bandiera)      | D     | Karlee Pedersen            |
| 9  | Brasile (bandiera)     | C     | Fernanda Caroline da Silva |
| 10 | Svezia (bandiera)      | A     | Moa Öhman                  |
| 11 | Svezia (bandiera)      | C     | Tilda Westman              |
| 12 | Svezia (bandiera)      | C     | Antonia Göransson          |
| 14 | Svezia (bandiera)      | C     | Frida Björck               |

| N. |                        | Ruolo | Calciatrice        |
| -- | ---------------------- | ----- | ------------------ |
| 15 | Svezia (bandiera)      | A     | Erin Craig         |
| 17 | Canada (bandiera)      | C     | Jaclyn Sawicki     |
| 18 | Svezia (bandiera)      | C     | Josefine Hansson   |
| 19 | Svezia (bandiera)      | C     | Lina Henriksson    |
| 21 | Svezia (bandiera)      | C     | Paulina Hedquist   |
| 22 | Svezia (bandiera)      | A     | Cornelia Wiklund   |
| 30 | Stati Uniti (bandiera) | P     | Christina Dineson  |
|    | Svezia (bandiera)      | D     | Jennifer Askebrand |
|    | Svezia (bandiera)      |       | Emmy Lindgren      |
|    | Svezia (bandiera)      |       | Caroline Nilsson   |
|    | Svezia (bandiera)      |       | Karlee Pedersen    |
|    | Svezia (bandiera)      |       | Lina Suup          |
|    | Svezia (bandiera)      |       | Linda Tikkanen     |